# Brooklyn (condado de Washburn, Wisconsin)
Brooklyn es un pueblo ubicado en el condado de Washburn en el estado estadounidense de Wisconsin. En el Censo de 2010 tenía una población de 254 habitantes y una densidad poblacional de 2,7 personas por km².

## Geografía
Brooklyn se encuentra ubicado en las coordenadas 46°0′23″N 91°51′14″O / 46.00639, -91.85389. Según la Oficina del Censo de los Estados Unidos, Brooklyn tiene una superficie total de 94.21 km², de la cual 91.51 km² corresponden a tierra firme y (2.86%) 2.7 km² es agua.

## Demografía
Según el censo de 2010, había 254 personas residiendo en Brooklyn. La densidad de población era de 2,7 hab./km². De los 254 habitantes, Brooklyn estaba compuesto por el 97.64% blancos, el 0% eran afroamericanos, el 0% eran amerindios, el 0.79% eran asiáticos, el 0% eran isleños del Pacífico, el 0.39% eran de otras razas y el 1.18% pertenecían a dos o más razas. Del total de la población el 0.79% eran hispanos o latinos de cualquier raza.